# Biblioteka Szarej Lilijki
Biblioteka Szarej Lilijki – seria książkowa złożona z powieści o tematyce harcerskiej wydawana w latach 80. XX wieku przez Wydawnictwo „Śląsk” w Katowicach. Na stronie 4 okładki każdego tomu wymieniono hasła przewodnie tej serii: przygody – wzorce – tradycje. Każdy tom miał format 14,5/20,5 cm.

## Książki wydane w serii
- Adam Bahdaj, Stawiam na Tolka Banana, Katowice 1987 (217 ss.)
- Kazimierz Dębnicki, Krystyna Salaburska, Nieprzetarty szlak, wyd. II, nakład 30 300 egz., Katowice 1985 ISBN 83-216-0525-7 (214 ss.)
- František A. Elstner, Na tropie przygody, Katowice 1989 (361 ss.)
- Kazimierz Gołba, Wieża spadochronowa: Harcerze śląscy we wrześniu 1939, wyd. VI, ISBN 830216-0685-7, Katowice 1985 (196 ss.)
- Aleksander Kamiński, Antek Cwaniak, Katowice 1984 (226 ss.)
- Aleksander Kamiński, Książka drużynowego zuchów, Katowice 1984 (340 ss.)
- Seweryna Szmaglewska, Czarne stopy, Katowice 1984 (240 ss.)
- Seweryna Szmaglewska, Nowy ślad Czarnych Stóp, wyd. III, Katowice 1985 (271 ss.)
- Marta Tomaszewska, Gdzie ten skarb?!, Katowice 1984 (217 ss.)
- Marta Tomaszewska, Którędy do Eldorado?, wyd. III, Katowice 1984 ISBN 83-216-0445-5 (213 ss.)[1]